# (26392) 1999 VT10
(26392) 1999 VT10 est un astéroïde de la ceinture principale d'astéroïdes découvert en 1999.

## Description
(26392) 1999 VT10 a été découvert le 9 novembre 1999 à l'observatoire astronomique d'Ōizumi, situé à Ōizumi, dans la préfecture de Gunma, au Japon, par Takao Kobayashi.

### Caractéristiques orbitales
L'orbite de cet astéroïde est caractérisée par un demi-grand axe de 2,27 UA, un périhélie de 2,04 UA, une excentricité de 0,11 et une inclinaison de 3,92° par rapport à l'écliptique. Du fait de ces caractéristiques, à savoir un demi-grand axe compris entre 2 et 3,2 UA et un périhélie supérieur à 1,666 UA, il est classé, selon la JPL Small-Body Database, comme objet de la ceinture principale d'astéroïdes.

### Caractéristiques physiques
(26392) 1999 VT10 a une magnitude absolue (H) de 15,1 et un albédo estimé à 0,266.